# Governo Kern
Il Governo Kern è stato il 29º governo dell'Austria, in carica dal 18 maggio 2016 al 18 dicembre 2017. Si trattava di un governo di coalizione tra il Partito Socialdemocratico d'Austria (SPÖ) e il Partito Popolare Austriaco (ÖVP).

## Situazione parlamentare
| Camera      | Collocazione | Partiti                              | Seggi    |
| ----------- | ------------ | ------------------------------------ | -------- |
| Nationalrat | Maggioranza  | SPÖ (52), ÖVP (47)                   | 99 / 183 |
| Nationalrat | Opposizione  | FPÖ (40), NEOS (9), DG (24), TS (11) | 84 / 183 |

## Composizione
| Funzione                                                                                          | Titolare | Titolare | Titolare                                   | Partito      |
| ------------------------------------------------------------------------------------------------- | -------- | -------- | ------------------------------------------ | ------------ |
| Cancelliere federale                                                                              |          |          | Christian Kern                             | SPÖ          |
| Segretario di Stato presso la Cancelleria federale                                                |          |          | Muna Duzdar                                | SPÖ          |
| Vicecancelliere federale                                                                          |          |          | Reinhold Mitterlehner (fino al 17/05/2017) | ÖVP          |
| Vicecancelliere federale                                                                          |          |          | Wolfgang Brandstetter (dal 17/05/2017)     | Indipendente |
| Ministro federale della Cancelleria per le arti e la cultura, gli affari costituzionali e i media |          |          | Thomas Drozda                              | SPÖ          |
| Ministro federale per l'Europa, l'integrazione e gli affari esteri                                |          |          | Sebastian Kurz                             | ÖVP          |
| Ministro federale delle finanze                                                                   |          |          | Hans Jörg Schelling                        | ÖVP          |
| Ministro federale dell'agricoltura, delle foreste, dell'ambiente e della gestione delle acque     |          |          | Andrä Rupprechter                          | ÖVP          |
| Ministro federale della difesa                                                                    |          |          | Hans Peter Doskozil                        | SPÖ          |
| Ministro federale delle famiglie e dei giovani                                                    |          |          | Sophie Karmasin                            | Indipendente |
| Ministro federale dell'istruzione e delle donne                                                   |          |          | Sonja Hammerschmid                         | Indipendente |
| Ministro federale della salute e delle donne                                                      |          |          | Sabine Oberhauser (fino al 23/02/2017)     | SPÖ          |
| Ministro federale della salute e delle donne                                                      |          |          | Pamela Rendi-Wagner (dall'08/03/2017)      | SPÖ          |
| Ministro federale dell'interno                                                                    |          |          | Wolfgang Sobotka                           | ÖVP          |
| Ministro federale della giustizia                                                                 |          |          | Wolfgang Brandstetter                      | Indipendente |
| Ministro federale del lavoro, degli affari sociali e della tutela dei consumatori                 |          |          | Alois Stöger                               | SPÖ          |
| Ministro federale dei trasporti, dell'innovazione e della tecnologia                              |          |          | Jörg Leichtfried                           | SPÖ          |
| Ministro federale della scienza, della ricerca e dell'economia                                    |          |          | Reinhold Mitterlehner (fino al 17/05/2017) | ÖVP          |
| Ministro federale della scienza, della ricerca e dell'economia                                    |          |          | Harald Mahrer (dal 17/05/2017)             | ÖVP          |